# Капітановці
Капіта́новці (болг. Капитановци) — село у Видинській області Болгарії. Входить до складу общини Видин.

## Населення
За даними перепису населення 2011 року у селі проживала 1061 особа.
Національний склад населення села:
| Національність   | Кількість осіб | Відсоток |
| ---------------- | -------------- | -------- |
| болгари          | 1008           | 97,2%    |
| цигани           | 22             | 2,1%     |
| інша             | 6              | 0,6%     |
| Всього відповіли | 1037           |          |

Розподіл населення за віком у 2011 році:
Динаміка населення: